# Samuel Watson Black
Samuel Watson Black (ur. 3 września 1816, zm. 27 czerwca 1862) – amerykański wojskowy i polityk, siódmy gubernator Terytorium Nebraski. Należał do Partii Demokratycznej.
Urodził się w Pittsburghu, stolicy hrabstwa Allegheny stanu Pensylwania. Był prawnikiem i pułkownikiem armii USA podczas wojny amerykańsko-meksykańskiej. Bezskutecznie kandydował do Izby Reprezentantów w 1852 roku. Wyjechał do Terytorium Nebraski i stanął na czele jego sądu najwyższego. W latach 1859–1861 otrzymał fotel gubernatora Terytorium. Wtedy powrócił do armii, by walczyć w wojnie secesyjnej po stronie Unii. Zginął w bitwie nad Chickahominy w hrabstwie Hanover stanu Wirginia.